# 越南铁路D12E型柴油机车
D12E型柴油机车是越南铁路的电力传动米轨柴油机车车型之一，由捷克斯洛伐克的ČKD公司设计制造，全数40台机车分别配属于河内机务段、岘港机务段、安沛机务段，主要运用于南北铁路和河老铁路。

## 发展历史
1978年，越南共产党决定大力加强和苏联的关系，双方并签订了带有援助性质的《苏越友好合作条约》。1980年代初，根据参与越南铁路系统发展规划设计的苏联专家建议，越南方面对捷克斯洛伐克制造的柴油机车产生了兴趣。1981年底，捷克斯洛伐克外贸部和越南外贸部签署了贸易协定，该协议书规定捷克斯洛伐克将向越南供应柴油机车。1982年，越南铁路总局向承担柴油机车生产任务的ČKD公司提交了技术要求。1983年，ČKD公司完成了出口越南米轨柴油机车的技术设计。首批10台机车于1985年底完成制造，并于1986年投入越南铁路使用。第二批10台机车于1987年交付越南，ČKD公司根据首批机车的运用经验和越方要求，对第二批机车的结构作出了一些调整。第三批10台机车于1990年完成制造并交付越南。1998年，越南铁路再度向ČKD公司订购第四批10台机车，并于2000年交付完毕。
该型机车在越南铁路系统内被定型的D12E型柴油机车，是一款轨距1000毫米、轴重14吨、适用于潮湿热带气候的柴油机车，其设计是基于ČKD为捷克斯洛伐克国铁制造的740型柴油机车（T 448.0）和742型柴油机车（T 466.2）。D12E型柴油机车采用单司机室、外走廊布置的车架承载式车体，制动装置使用捷克标准的DAKO DK-GP型空气制动机。机车装用一台ČKD公司的K6S 230DR型柴油机，这是一款四冲程、6气缸、直列式、涡轮增压的中速柴油机，气缸内径为230毫米，活塞冲程为260毫米。柴油机的UIC标定功率为1200马力，但考虑到适应热带气候的使用要求，将柴油机装车功率降低至1000马力使用。与ČKD公司在同时期制造的调车柴油机车一样，D12E型柴油机车采用简单可靠的直—直流电传动装置。该型机车的其中一个特点采用中央电子调节器，它基本集中了柴油机车上所有控制功能，而柴油机功率调整则是通过专门的机械调节器进行。这种电子调节器已经在742型柴油机车上经过验证。
D12E型柴油机车自1986年投入运用以来，在越南表现出良好的性能和可靠性，越南铁路亦对这款机车感到十分满意。然而，D12E型柴油机车投入运用三十多年后，机车零部件（尤其是柴油机）已经很难找到供应商，即使零部件仍有供应但价格亦非常昂贵，这对越南方面进行机车维护检修造成一定困难。因此，越南铁路考虑对D12E型柴油机车进行改造，以新型柴油机代替旧有的柴油机。为此，捷克铁路车辆制造商“CZ Loko”向越南铁路提供了一个翻新改造方案，可以在不改变机车总体结构的条件下，改装美国卡特彼勒公司的3512B型或3508B型柴油机，但由于该改造方案的价格过于昂贵，单台机车的价格达到140亿越南盾（3508B型柴油机）或180亿越南盾（3512B型柴油机），几乎可以购买一台全新的D19E型柴油机车，因此越南铁路目前还没有决定对D12E型柴油机车进行改造。

## 参看
- T 448.0型柴油机车（捷克語：Lokomotiva 740）
- T 466.2型柴油机车（捷克語：Lokomotiva 742）